# Agente 008
Agente 008 - You Are Double-O Eight (君は008?, Kimi wa 008) è un manga shōnen scritto e disegnato da Syun Matsuena. L'opera è stata serializzata sul Weekly Shōnen Sunday di Shōgakukan dal 21 febbraio 2018 al 24 aprile 2024.

## Trama
Il protagonista della storia è un ragazzo di quindici anni di nome Eito Akashi, il quale ha fatto domanda d'iscrizione in numerose scuole affrontando i relativi esami. Nonostante il suo impegno e i suoi voti che sono sempre stati molto buoni, Eito sembra aver fallito ogni prova fino a quando non gli viene recapitata una lettera di accettazione da parte dell'istituto Nakano di cui però non ricorda assolutamente di aver fatto domanda. Il giorno successivo inizia ad incamminarsi verso la scuola quando incontra una bella ragazza che sta per essere aggredita da due malintenzionati, così prova a salvarla ma viene picchiato senza riuscire a fare un granché. A questo punto la fanciulla rivela di avere delle capacità fuori dall'ordinario e tira fuori dai guai Eito. I due poi devono far fronte ad un altro problema, ovvero come accedere all'istituto dato che non sembra avere una porta d'ingresso normale e dopo un po' trovano un passaggio segreto che li conduce verso la meta tanto agognata.
Qui Eito scopre il nome della ragazza che gli stava a fianco, ovvero Ayame Kido, e poi con lei supera un campo minato aiutando un altro ragazzo, riuscendo finalmente ad entrare a scuola in orario prima di essere espulsi. Eito, che aveva già dei fortissimi sospetti che non si trattasse di un istituto normale, apprende che in realtà qui si addestrano agenti segreti e che gli studenti verranno sottoposti a delle prove per vedere se saranno degni di ciò. Inizialmente il ragazzo non sarà molto interessato al riguardo ma quando gli viene rivelato dal preside Araragi che suo padre Shizuma era un suo grande amico nonché uno dei migliori agenti del settore, Eito decide così di intraprendere questa carriera per scoprire di più sul suo passato, anche se per lui non sarà affatto facile in quanto non ha nessuna abilità particolare tranne che la sua determinazione.

## Personaggi
Eito Akashi (明石 エイト?, Akashi Eito)
Eito è un ragazzo di quindici anni senza alcuna capacità particolare ma in compenso è molto determinato e lavora sodo in tutto ciò che fa. È molto altruista e rischierà più volte la sua vita per salvare gli altri. Eito si unisce all'istituto Nakano per saperne di più su suo padre, che era un agente, e per scoprire la causa della sua morte. Sebbene non sia dotato come gli altri studenti, è molto attento e veloce nell'improvvisare.
Ayame Kido (城戸 あやめ?, Kido Ayame)
Ayame è una ragazza prodigio, spesso seguita dal suo gufo domestico Kotan (コタン?). Mostra poche emozioni e si imbarazza in compagnia degli altri, ma diventa fredda quando è in missione. In seguito viene rivelato che proviene da una lunga stirpe di assassini, ma venne salvata dal padre di Eito.
Shizuma Akashi (明石 閑真?, Akashi Shizuma)
Il padre di Eito. È morto prima degli eventi della serie, ma quando era in vita era un agente di primo livello.
Preside Araragi (アララギ?, Araragi)
Preside dell'istituto superiore per la formazione di agenti segreti Nakano. Un tempo era un collega e un gran amico di Shizuma, il padre di Eito.
Hideo Nohara (野原 英雄?, Nohara Hideo)
Matricola dell'istituto Nakano e uno dei compagni di stanza di Eito al dormitorio. Prima di iscriversi all'istituto conduceva una vita da hikikomori e in questo margine di tempo ha acquisito una gran manualità che gli permette di scassinare serrature. Nonostante si trovi in una scuola in cui la maggior parte degli studenti pensa solamente al proprio tornaconto, è uno dei pochi a capire Eito.
Taiga Kamizuki (上月 大河?, Kamizuki Taiga)
Matricola dell'istituto Nakano e uno dei compagni di stanza di Eito. Discende da una lunga stirpe di guerrieri ninja e guarda Eito con aria di disprezzo in quanto crede che quest'ultimo sia entrato nella scuola tramite una raccomandazione. Successivamente inizierà a cambiare idea nei suoi confronti e gli porterà maggiore rispetto, seppure senza mai sbilanciarsi troppo.
Nonmipresento (名乗らん?, Nanoran)
Matricola dell'istituto Nakano e uno dei compagni di stanza di Eito. È un personaggio estremamente misterioso che non rivela neppure il suo nome al prossimo. Si rivela essere un tipo calcolatore e che cerca sempre di trarre dai vantaggi da ogni situazione. Il suo vero nome è Asuya, ma non lo rivela praticamente a nessuno. Si rivelerà poi essere una spia nemica al servizio dei Dogura magura, i nemici giurati della scuola.
Himari Hoseiin (宝星院 ひまり?, Hoseiin Himari)
Matricola dell'istituto Nakano. È un membro del gruppo formato da Nonmipresento e Kamizuki. Considera Ayame una sua rivale.
004 (004?)/Iceman (アイスマン?, Aisuman)
Insegnante dell'istituto Nakano. Tiene sempre un atteggiamento freddo e compassato in qualsiasi occasione. Il suo nome in codice è Iceman.
Professor Coniglio (ウサギ?, Usagi)
Insegnante dell'istituto Nakano e docente di "Scienza delle armi e armi da oggetti di uso quotidiano". È in grado di combattere impiegando qualsiasi cosa come se fosse un'arma vera e propria, come ad esempio una penna. Tiene sempre una maschera raffigurante un coniglio a coprirgli il volto e dice spesso la parola "conì".
Lady (レディ?, Redi)
Insegnante dell'istituto Nakano e docente di "Sociologia e Controllo della natura umana I" (sezione femminile). È una donna molto attraente che utilizza il suo corpo per attrarre i suoi avversari e sconfiggerli.
Samael (サマエル?, Samaeru)
Insegnante dell'istituto Nakano e docente di "Guida di auto e mezzi pesanti I". In realtà il suo campo sarebbe strategia e assassinio, tuttavia siccome la scuola è a corto di personale insegna un po' di tutto.

## Manga
L'opera, scritta e disegnata da Syun Matsuena, è stata realizzata sul 13º numero del Weekly Shōnen Sunday dal 21 febbraio 2018 al 24 aprile 2024. A partire da maggio 2018, i capitoli del manga iniziano ad essere raccolti in volumi tankōbon; a luglio 2024 ne sono stati pubblicati trentatré. La serie è entrata nel climax il 19 maggio 2021.
In Italia la serie è stata annunciata nell'aprile 2020 da Panini Comics che ha iniziato a pubblicarla sotto l'etichetta Planet Manga nella collana Manga Drive dal 25 giugno 2020.

### Volumi
| 1  | 18 maggio 2018 | ISBN 978-4-09-128290-3 | 25 giugno 2020   | ISBN 978-88-912-9464-7 |
| 1  | Capitoli - 1. Una vita rovinata! (人生絶不調！?, Jinsei zetsufuchō!) - 2. La parete della disperazione! (絶望の壁！！?, Zetsubō no kabe!!) - 3. Il segreto della divisa (制服のひ・み・つ?, Seifuku no himitsu) - 4. Ingresso al dormitorio...? (入寮・・・！？?, Nyūryō!?) - 5. Meravigliosa esposizione (華麗な暴き方?, Kareina abakikata) - 6. Tentennamento (揺れ動く・・・?, Yureugoku...) - Bonus. L'agente morbidoso |                        |                  |                        |
| 1  | Trama Eito viene bocciato a tutti gli esami d'ammissione per le scuole superiori, tuttavia un giorno riceve l'accettazione in un istituto di cui però non ricorda di aver mai sostenuto alcuna prova. Felice della notizia, il giorno dopo conosce una ragazza di nome Ayame Kido, poi con lei si reca alla cerimonia d'ingresso e qui scopre che in realtà si tratta di un istituto per la formazione di agenti segreti e apprende dal preside Araragi che il suo defunto padre Shizuma era uno dei migliori al mondo. Eito quindi decide di iscriversi alla scuola per tentare di seguire le sue orme ma lo attendono prove difficilissime che vanno ben oltre le sue peggiori aspettative. Calata la sera, si reca assieme agli altri studenti nella sala mensa per cenare e qui gli viene somministrato del sonnifero nascosto all'interno del cibo. Il giorno successivo Eito si risveglia sopra a un gommone in mezzo all'oceano. |                        |                  |                        |
| 2  | 17 agosto 2018 | ISBN 978-4-09-128387-0 | 27 agosto 2020   | —                      |
| 2  | Capitoli - 7. Minaccia marina (海の脅威?, Umi no kyōi) - 8. Battle royale! (バトルロイヤル！！?, Batoru Roiyaru!!) - 9. Varie interpretazioni (様々な解釈?, Samazamana kaishaku) - 10. Quelli che osano (志す者?, Kokorozasu mono) - 11. Tempo di gioco (遊戯の時間?, Yūgi no jikan) - 12. Brutto imbecille! (馬鹿野郎！！?, Baka yarō!!) - 13. Il destino del mondo (世界の命運?, Sekai no meiun) - 14. Iniziano gli esercizi! (訓練開始！！?, Kunren kaishi!!) - 15. Prima ora (1時間目！?, 1 jikan-me!) - 16. Attitudine (心構え?, Kokorogamae) - Bonus. Agente grazioso |                        |                  |                        |
| 2  | Trama Con un po' di fortuna, Eito riesce ad arrivare sano e salvo su un'isola ma i problemi non sono finiti, difatti i suoi compagni credono che la prova che dovranno affrontare sia una Battle Royale e quasi tutti iniziano a sfidarsi per la sopravvivenza. Eito fa squadra con Ayame, Nohara e Kamizuki e fanno fronte a diverse problematiche, dopodiché devono affrontare la sfida del Professor Coniglio dove bisogna raggiungere l'altro lato di una sponda tramite un ponte senza farsi sconfiggere da lui. Alla fine riescono a superare l'impresa con successo grazie al coraggio e alla generosità di Eito. Chiusa la questione dell'isola, i ragazzi trovano finalmente un breve periodo di riposo e si preparano ad affrontare le lezioni vere e proprie. Successivamente Eito si ritrova in squadra con Ayame e Nohara, e i tre riescono a superare con il massimo punteggio la prova di Armi e oggetti di uso comune del Professor Coniglio. |                        |                  |                        |
| 3  | 16 novembre 2018 | ISBN 978-4-09-128580-5 | 22 ottobre 2020  | —                      |
| 3  | Capitoli - 17. Tecniche di controllo della natura umana (人心掌握術?, jinshin shōakujutsu) - 18. Nel cuore (心の内?, Kokoro no uchi) - 19. Chi sei (何者?, Nanimono) - 20. Intelligence (分析官?, Bunsekikan) - 21. Reali motivazioni (真意?, Shin'i) - 22. Il coordinatore (担任?, Tan'nin) - 23. L'ora del tè (ティータイム?, Tī Taimu) - 24. Allenamento coi gadget (ガジェット訓練?, Gajetto kunren) - 25. Mantieni la calma (冷徹な助言?, Reitetsuna jogen) - 26. Allenamento pratico (実地研修?, Jitchi kenshū) - Bonus. Agente grazioso |                        |                  |                        |
| 3  | Trama Eito e i suoi compagni partecipano alle lezioni di controllo della natura umana con la professoressa Lady, quella di scienza di combattimento del professor Okita ed infine vengono sottoposti ad un allenamento con alcuni gadget. Eito riesce a superare tutti i compiti che gli vengono affidati grazie al coraggio e alla sua forza di volontà e si ritrova in un gruppo chiamato Delta 3, formato assieme ad Ayame e Nohara e gestito dall'agente Iceman, ovvero il nome in codice di 004. Dopo aver terminato una prova, il preside invia Iceman e il suo gruppo ad affrontare la loro prima missione, che prevede di introdursi all'interno di una fabbrica di droga. Tuttavia il loro professore li avverte che molto probabilmente moriranno, ma nonostante ciò Eito e Nohara vogliono comunque provarci. |                        |                  |                        |
| 4  | 18 febbraio 2019 | ISBN 978-4-09-128789-2 | 17 dicembre 2020 | —                      |
| 4  | Capitoli - 27. Infiltrazione (潜入?, Sen'nyū) - 28. La vera forza di un primo livello (一流の実力?, Ichiryū no jitsuryoku) - 29. L'assassino (刺客?, Shikaku) - 30. Il coraggio di affrontarlo (立ち向かう勇気?, Tachimukau yūki) - 31. Spirito di giustizia (正義の心?, Seigi no kokoro) - 32. Un combattimento di primo livello (一流の戦い?, Ichiryū no tatakai) - 33. Ce l'ha... con me? (怒って・・・る？?, Okotte...ru?) - 34. Una cosa in cui non è capace (苦手なこと?, Nigatena koto) - 35. Tradizioni e leggende (伝統、そして伝説?, Dentō, soshite densetsu) - 36. Il ricordo da portare con sé (受け継ぐ思い?, Uketsugu omoi) - Bonus. Honey sky lesson ♥ |                        |                  |                        |
| 4  | Trama Il team Delta 3 viene spedito in missione dal preside e durante lo svolgimento dell'incarico assegnatogli vengono attaccati dall'organizzazione terroristica mondiale Dogura Magura. Nonostante il pericolo, Eito si fa coraggio e guadagna tempo a sufficienza fino all'arrivo del professor Iceman, il quale si precipita sul posto per fronteggiare l'assassino e porta a termine la missione con successo. Qualche tempo dopo, Eito raccoglie una scatolina caduta alla professoressa Lady. Nohara decide di aprirla e trova la mappa per arrivare al "leggendario sbirciatoio", luogo piuttosto rinomato tra gli studenti di sesso maschile e atto a spiare le ragazze mentre si fanno il bagno. Così Eito, Nonmipresento, Kamizuki e lo stesso Nohara si dirigono nel famigerato luogo, facendosi strada tra numerose trappole e trabocchetti. Nonostante ciò, Mohara e Kamizuki cadono nel vuoto, lasciando ad Eito e Nonmipresento il compito di continuare la missione dei loro compagni. |                        |                  |                        |
| 5  | 17 maggio 2019 | ISBN 978-4-09-129149-3 | 11 febbraio 2021 | —                      |
| 5  | Capitoli - 37. L'ultima prova (最後の試練?, Saigo no shiren) - 38. Incontro casuale! (遭遇！！?, Sōgū!!) - 39. Roba inutile (くだらないもの?, Kudaranai mono) - 40. Per questa ragione (その理由?, Sono riyū) - 41. Mi pare ovvio (決まってるじゃないか?, Kimatteru janai ka) - 42. Il mostro leggendario (伝説の怪人?, Densetsu no kaijin) - 43. Oltre i sotterranei (地下室の先?, Chikashitsu no saki) - 44. Il peggiore della storia (史上最悪?, Shijō saiaku) - 45. L'arrivo (行き着く先は・・・?, Ikitsuku saki wa...) - 46. Realtà mortale (死の真相?, Shi no shinsō) - Bonus. Agente splendente |                        |                  |                        |
| 5  | Trama Eito e Nonmipresento continuano ad avanzare fino a giungere al "leggendario sbriciatoio", ma qui Eito finisce per incappare nell'ultima trappola e cade nella vasca delle ragazze, dove incontra casualmente Ayame. Quest'ultima decide però di aiutarlo a fuggire dal dormitorio femminile senza fargli passare gravi conseguenze. Successivamente Eito si mostra ancora più accanito nel voler sapere il vero nome di Nonmipresento e perciò continua a sfidarlo uscendone però sempre sconfitto. Durante questa serie di circostanze, Eito scopre che l'unico nome che Nonmipresento abbia mai avuto gli era stato dato da un'educatrice del centro scientifico che l'aveva creato come "gene rich", ovvero un esperimento genetico dalle capacità sorprendenti. Eito vuole comunque scoprirlo sulla base del fatto che lui e Nonmipresento sono oramai divenuti amici, e tale dichiarazione sorprende così tanto quest'ultimo che decide finalmente di rivelarglielo sussurrandoglielo in un orecchio mentre sta dormendo. Tempo dopo, Eito scopre dell'esistenza di un famigerato "mostro leggendario" che si nasconde nei sotterranei della scuola per spaventare il prossimo. Grazie a quest'ultimo però apprende che gli assassini che uccisero suo padre non erano altri che i Dogura Magura. |                        |                  |                        |
| 6  | 16 agosto 2019 | ISBN 978-4-09-129316-9 | 22 aprile 2021   | —                      |
| 6  | Capitoli - 47. Ancora (再び・・・?, Futatabi...) - 48. Vita scolastica! (学園生活！?, Gakuen seikatsu!) - 49. Scoperta (黒幕?, Kuromaku) - 50. Io (私は・・・?, Watashi wa...) - 51. Tra furia e freddezza (冷静と激昂のあいだ?, Reisei to gekikō no aida) - 52. La fonte del potere (力の源?, Chikara no minamoto) - 53. Why? (Why??) - 54. Tutto (全て?, Subete) - 55. Ayame (あやめ?, Ayame) - Bonus. Sogno di Tenso Kido Alvadling |                        |                  |                        |
| 6  | Trama Dopo aver scoperto la verità riguardo agli assassini del padre, Eito se ne va e il professor Iceman affida a quest'ultimo, Ayame e Nohara il compito di infiltrarsi in una scuola comune per controllare alcuni strani episodi di violenza che si sono verificati nell'ultimo periodo. I tre finiscono per godersi in maniera spensierata la vita di normali studenti ma ad un certo punto avviene un'aggressione. La causa si rivela essere un'assassina dei Dogura Magura che faceva uso di uno speciale apparecchio per fare il lavaggio del cervello agli studenti. Dopo averlo neutralizzato, Eito riesce ad interrompere l'ipnosi dei suoi compagni e riportarli così alla normalità. Conclusa la loro missione, i tre fanno ritorno all'istituto Nakano. Un po' di tempo dopo, Eito finisce per perdersi nei sotterranei della scuola, ma viene scortato da Ayame. Mentre sono alla ricerca di via d'uscita, la ragazza rivela ad Eito si essere l'ultima discendente di una famiglia di assassini. Alla fine i due vengono attaccati all'improvviso da un automa soldato. |                        |                  |                        |
| 7  | 18 novembre 2019 | ISBN 978-4-09-129437-1 | 17 giugno 2021   | —                      |
| 7  | Capitoli - 56. Quel giorno (あの日のこと?, Ano hi no koto) - 57. Il destino che ti spetta (降りかかる因縁?, Furikakaru in'nen) - 58. Ultima posizione (最下位?, Saikai) - 59. Il test di metà semestre (中間考査?, Chūkan kōsa) - 60. Team di idioti (バカチーム?, Baka Chīmu) - 61. Team problematico (厄介なチーム?, Yakkaina Chīmu) - 62. Il tuo profilo (その横顔?, Sono yokogao) - 63. Amico dei gatti (ネコの友達さん?, Neko no tomodachi-san) - 64. Lulus (ルルス?, Rurusu) - Bonus. La mia e la tua enciclopedia dei gadget |                        |                  |                        |
| 8  | 18 febbraio 2020 | ISBN 978-4-09-129551-4 | 12 agosto 2021   | —                      |
| 8  | Capitoli - 65. La bugia (嘘?, Uso) - 66. Combattimento all'alba (早天の戦い?, Sōten no tatakai) - 67. Brezza primaverile (春風?, Harukaze) - 68. Distruzione imminente (差し迫る破壊?, Sashisemaru hakai) - 69. Da Nakano con amore (中野より愛をこめて?, Nakano yori ai o komete) - 70. Uccello nuotatore e pesce volante (泳ぐ鳥、飛ぶ魚?, Oyogu tori, tobiuo) - 71. Nohara! (野原！！?, Nohara!!) - 72. Nemici naturali (天敵?, Tenteki) - 73. Natura (意地?, Iji) - Bonus! |                        |                  |                        |
| 9  | 18 maggio 2020 | ISBN 978-4-09-850069-7 | 14 ottobre 2021  | —                      |
| 9  | Capitoli - 74. POWER (POWER?) - 75. Sentimenti (想い?, Omoi) - 76. Sentimenti nascosti (忍ぶ気持ち?, Shinobu kimochi) - 77. Si avvicina la fine, e... (迫る刻限、そして・・・?, Semaru kokugen, soshite...) - 78. Lulus e Hijiri (ルルスと聖?, Rurusu to Hijiri) - 79. Verso la fine... (フィナーレへ・・・?, Fināre e...) - 80. Decisione e coordinazione (覚悟と連携?, Kakugo to renkei) - 81. Verso la confusione (そして混沌へ?, Soshite konton e) - 82. Nel caos (イン・カオス?, In Kaosu) - Bonus. Wolf Hunting |                        |                  |                        |
| 10 | 18 agosto 2020 | ISBN 978-4-09-850170-0 | 10 febbraio 2022 | —                      |
| 10 | Capitoli - 83. Indennità e compensazione (代償と対価?, Daishō to taika) - 84. Il vero animo (誠の心?, Makoto no kokoro) - 85. Il nuovo mondo (新たな世界?, Aratana sekai) - 86. La bambina prigioniera (囚われの少女?, Toraware no shōjo) - 87. La decisione di Eito (エイトの判断?, Eito no handan) - 88. Guerra lampo (電撃作戦?, Dengeki sakusen) - 89. Verso l'uscita! (脱出へ！?, Dasshutsu e!) - 90. La prossima missione! (次なるミッション！?, Tsuginaru Misshon!) - 91. Missione coniglio (ウサギ・ミッション?, Usagi Misshon) - Bonus. La ragazza con la spada mandata dal cielo |                        |                  |                        |
| 11 | 18 novembre 2020 | ISBN 978-4-09-850278-3 | 10 marzo 2022    | —                      |
| 11 | Capitoli - 92. La vita di un "coniglio" (”ウサギ”の生態?, ” Usagi” no seitai) - 93. Una persona onesta (正直者?, Shōjikimono) - 94. L'uomo di ghiaccio (氷の男?, Kōri no otoko) - 95. Dentro la calotta (氷層の奥?, Kōrisō no oku) - 96. L'inquietudine strisciante (忍び寄る不穏?, Shinobiyoru fuon) - 97. Il traditore (反逆者?, Hangyakusha) - 98. Destini intrecciati (交わる因縁?, Majiwaru innen) - 99. Imboscata (伏兵?, Fukuhei) - 100. La separazione (別れ?, Wakare) - Bonus. Il giorno prima... |                        |                  |                        |
| 12 | 18 febbraio 2021 | ISBN 978-4-09-850390-2 | 14 aprile 2022   | —                      |
| 12 | Capitoli - 101. Strascichi (余波?, Yoha) - 102. Ritorno a casa! (帰省！?, Kisei!) - 103. Appuntamento? (デート？?, Dēto?) - 104. Incontro fortuito?! (邂逅！？?, Kaigō!?) - 105. Lei, lui, l'altra (両手に花?, Ryōtenihana) - 106. In the Sun (In the Sun?) - 107. Partenza da casa (離郷?, Rikyō) - 108. Conbini! (コンビニ！！！?, Konbini!!!) - 109. Chise (チセ?, Chise) - 110. La confessione della verità (真実の告白?, Shinjitsu no kokuhaku) - Bonus. Kamizuki torna al suo villaggio! |                        |                  |                        |
| 13 | 18 maggio 2021 | ISBN 978-4-09-850523-4 | 16 giugno 2022   | —                      |
| 13 | Capitoli - 111. Impazzita (暴走?, Bōsō) - 112. Le due scelte (二つの選択肢?, Futatsu no sentakushi) - 113. Compagni (同志?, Dōshi) - 114. Pietrificazione (石化?, Sekka) - 115. L'angelo della morte (死の天使?, Shi no tenshi) - 116. Grigie prospettive (前途多難！！?, Zento tanan!!) - 117. Il desiderio di una bambina (少女の望み?, Shōjo no nozomi) - 118. Disperazione che porta alla morte! (死に至る絶望！！?, Shi ni itaru zetsubō!!) - 119. La bambina che stringe la chiave (鍵を握る少女?, Kagi o nigiru shōjo) - Bonus. L'aiuto di Chise |                        |                  |                        |
| 14 | 17 giugno 2021 | ISBN 978-4-09-850607-1 | 11 agosto 2022   | —                      |
| 14 | Capitoli - 120. I due sentimenti (二つの感情?, Futatsu no kanjō) - 121. Missione (使命?, Shimei) - 122. Guida...? (指導・・・？?, Shidō...?) - 123. La professoressa più forte (最強の女教師?, Saikyō no jo kyōshi) - 124. Situazione esplosiva! (一触爆発！！?, Isshoku bakuhatsu!!) - 125. Chi vuoi proteggere (守りたいもの?, Mamoritai mono) - 126. Il tuo destino (性?, Sei) - 127. L'ultimo codice (最後の暗号?, Saigo no angō) - 128. La verità (真実?, Shinjitsu) - Capitolo speciale. Il lavoro della professoressa Lady |                        |                  |                        |
| 15 | 17 settembre 2021 | ISBN 978-4-09-850650-7 | 13 ottobre 2022  | —                      |
| 15 | Capitoli - 129. Lo spirito della spada (刀気?, Katana ki) - 130. Zero Otto (ゼロハチ?, Zero hachi) - 131. Coming Out (カミングアウト?, Kamingua Uto) - 132. La tensione sale (高まる緊張?, Takamaru kinchō) - 133. Oltre le aspettative (想定外！！?, Sōteigai!!) - 134. Reset! (リセット?, Risetto) - 135. Faccio sul serio (本気で戦る！！?, Honki de senru!!) - 136. Il potere della normalità (日常の力！！?, Nichijō no chikara!!) - 137. Voglio essere tua amica (友達でありたい?, Tomodachi dearitai) - Bonus. Illustrazioni |                        |                  |                        |
| 16 | 18 ottobre 2021 | ISBN 978-4-09-850736-8 | 9 dicembre 2022  | —                      |
| 16 | Capitoli - 138. Sacrificio (犠牲?, Gisei) - 139. Portato via (連行?, Renkō) - 140. Pedine preziose (価値ある駒?, Kachiaru koma) - 141. Vero adulto (真の大人?, Shin no otona) - 142. La cavia (被験体?, Hikentai) - 143. La guida (手引き?, Tebiki) - 144. Sfondamento (突破?, Toppa) - 145. Sentimenti deboli (脆い想い?, Moroi omoi) - 146. Operazione e ricerca (操作と捜索?, Sōsa to sōsaku) - Bonus 1. Vizio - Bonus 2. Gatto |                        |                  |                        |
| 17 | 18 gennaio 2022 | ISBN 978-4-09-850865-5 | 9 febbraio 2023  | —                      |
| 17 | Capitoli - 147. Rincontro e separazione (再会と別れ?, Saikai to wakare) - 148. Zitto e prosegui! (黙して繋ぐ！！?, Modashite tsunagu!!) - 149. Omicida di terz'ordine (三流の殺し?, Sanryū no koroshi) - 150. L'orgoglio di una madre (母に宿る誇り?, Haha ni yadoru hokori) - 151. Non devi farlo (やっちゃ駄目だ?, Yatcha dameda) - 152. La tecnica dell'angolo di sole (陽だまりの太刀筋?, Hidamari no tachisuji) - 153. Extra round mortale! (決死の延長戦！！?, Kesshi no enchō-sen!!) - 154. Combattimento quadrato! (四角四面の激闘！！?, Shikakushimen no gekitō!!) - 155. Solo una parola (たった一つの言葉?, Tatta hitotsu no kotoba) - Bonus. |                        |                  |                        |
| 18 | 18 febbraio 2022 | ISBN 978-4-09-851040-5 | 13 aprile 2023   | —                      |
| 18 | Capitoli - 156. Tu sei 008 (あなたは008?, Anata wa 008) - 157. Come padre (父親として?, Chichioya to shite) - 158. Ritorno da vivi! (生還！！?, Seikan!!) - 159. Il mostro e il padre (怪人と父?, Kaijin to chichi) - 160. Yoko Yamada (山田洋子?, Yamada Yōko) - 161. Lui che farebbe (彼ならどうする?, Karenara dō suru) - 162. Duro sforzo (奮闘・・・！？?, Funtō...!?) - 163. Due comunissime persone (凡人二人?, Bonjin futari) - 164. Il vero potere (本当のパワー?, Hontō no Pawā) - Bonus. |                        |                  |                        |
| 19 | 18 maggio 2022 | ISBN 978-4-09-851128-0 | 8 giugno 2023    | —                      |
| 19 | Capitoli - 165. Il posto in cui sei (居場所?, Ibasho) - 166. Attivazione (発動?, Hatsudō) - 167. Il tuo nome (あなたの名前?, Anata no namae) - 168. Scaramuccia (前哨戦?, Zenshōsen) - 169. Gente brutale (凶暴な奴ら?, Kyōbōna yatsura) - 170. Il giovane Dogura (ドグラ少年?, Dogura shōnen) - 171. Un mezzosangue...? (二面性（ワンハーフ）・・・！？?, Ni mensei (Wan Hāfu) ...!?) - 172. La vecchia umanità e l'angelo (旧人類と天使さん?, Kyū jinrui to tenshi-san) - 173. Bugie vicendevoli! (語り合い！！?, Katariai!!) - Bonus. |                        |                  |                        |
| 20 | 17 giugno 2022 | ISBN 978-4-09-851145-7 | 10 agosto 2023   | ISBN 978-88-287-5556-2 |
| 20 | Capitoli - 174. Pazzi scatenati! (無茶する奴ら！！?, Mucha suru yatsura!!) - 175. Il motivo per cui combatti...! (戦う理由・・・！！?, Tatakau riyū...!!) - 176. Destino in declino! (移ろう因縁！！?, Utsurō innen!!) - 177. L'inizio della fine (終わりが始まり?, Owari ga hajimari) - 178. "Le persone cambiano" (人は変わるよ?, Hito wa kawaru yo) - 179. "L'ho fatta grossa" (やっちゃった。?, Yatchatta.) - 180. I gatti sono capricciosi (猫は気まぐれ?, Neko wa kimagure) - 181. I gatti sono bravi a fare le fusa (猫は甘え上手?, Neko wa amae jōzu) - 182. Una traditrice nell'istituto Nakano! (裏切り者in中野高校！！?, Uragirimono in Nakano kōkō!!) - Bonus. - Bonus 2. |                        |                  |                        |
| 21 | 15 settembre 2022 | ISBN 978-4-09-851258-4 | 12 ottobre 2023  | ISBN 978-88-287-7028-2 |
| 21 | Capitoli - 183. Il sogno di un'agente (諜報員が見る夢?, Chōhōin ga miru yume) - 184. Rincontro inatteso! (不意の遭遇！！?, Fui no sōgū!!) - 185. L'accidenti che ci pare! (どうにでもなれ！！?, Dō ni demo nare!!) - 186. Ayame risplende! (菖蒲咲く！！?, Ayame saku!!) - 187. Sogno incompiuto, ambizione eterna (未完の夢 不変の野望?, Mikan no yume fuhen no yabō) - 188. Romanticismo Dogura (ドグラ浪漫談?, Dogura nami mandan) - 189. L'iroso Angst (怒りのアンガスト?, Ikari no Angasuto) - 190. L'agente morte apparente (仮死する諜報員?, Kashi suru chōhōin) - 191. Attacco a Tokyo! (東京襲撃！！?, Tōkyō shūgeki!!) - Bonus. |                        |                  |                        |
| 22 | 18 ottobre 2022 | ISBN 978-4-09-851386-4 | 21 dicembre 2023 | ISBN 978-88-287-7191-3 |
| 22 | Capitoli - 192. Sfida a mezzogiorno! (白昼の伯仲戦闘！！?, Hakuchū no hakuchū sentō!!) - 193. La tattica migliore! (”一番”の作戦！！?, ” Ichiban” no sakusen!!) - 194. Agenti scoperti (暴かれる諜報員?, Abaka reru chōhōin) - 195. L'ultimo atterraggio segreto! (秘密の終着地・・・！！?, Himitsu no shūchakuchi...!!) - 196. Dovrebbe anche volare (空も飛べるはず?, Sora mo toberu hazu) - 197. Quanto tempo (久しぶり?, Hisashiburi) - 198. Quanto tempo anche tu (もう一つの久しぶり?, Mōhitotsu no hisashiburi) - 199. Viva l'amicizia (親友万歳?, Shinyū banzai) - 200. Prendilo! (そこは掴めよ！！！?, Soko wa tsukameyo!!!) - Bonus. |                        |                  |                        |
| 23 | 18 gennaio 2023 | ISBN 978-4-09-851475-5 | 22 febbraio 2024 | ISBN 978-88-287-7028-2 |
| 23 | Capitoli - 201. Geni dell'ingranaggio (歯車の遺伝子?, Haguruma no idenshi) - 202. Miao miao miao! (猫猫猫！！！?, Neko neko neko!!!) - 203. Non ti dimenticherò neanche all'alba (夜が明けても忘れない?, Yogaakete mo wasurenai) - 204. Dodonpa (怒怒ン破?, Ika ika n yabu) - 205. Trapasso silente! (音無しの貫！！?, Otonashi no kan!!) - 206. Raggio di sole purosangue (陽だまりのサラブレッド?, Hidamari no sarabureddo) - 207. L'inizio dell'ira (怒りの始まり?, Ikari no hajimari) - 208. Di nuovo il trapasso! (もう一貫！！?, Mō ikkan!!) - Bonus. |                        |                  |                        |
| 24 | 16 febbraio 2023 | ISBN 978-4-09-851606-3 | 18 aprile 2024   | ISBN 978-88-287-8371-8 |
| 24 | Capitoli - 209. Un uomo terrificante (恐ろしい男！！?, Osoroshī otoko!!) - 210. Dai la mano al gatto (猫と握手。?, Neko to akushu.) - 211. Bentornato, Nonmipresento (おかえり名乗らん?, Okaeri nanoran) - 212. Nobile obiettivo ♡ (崇高なもくてき♡?, Sūkōna mo ku teki ♡) - 213. Davanti alla tempesta... Qualche guaio! (嵐の前の・・・ちょい波瀾?, Arashi no mae no... choi haran) - 214. Taglia taglia il capo! (ギリ斬り首領！！?, Giri kiri shuryō!!) - 215. Non prendetemi in giro! (ふざけるなよ！！！?, Fuzakeru na yo!!!) - 216. Conì (ウサ?, Usa) - 217. Fuga col coniglio in braccio! (ウサギを抱えて脱兎！！?, Usagi o kakaete datto!!) - Bonus. |                        |                  |                        |
| 25 | 18 maggio 2023 | ISBN 978-4-09-852055-8 | 27 giugno 2024   | ISBN 978-88-287-8883-6 |
| 25 | Capitoli - 218. La maggioranza decide: sangue! (多数決・血・決！！?, Tasūketsu chi ketsu!!) - 219. Punti moglie (お嫁さんポイント?, O yomesan Pointo) - 220. "Ci pensi per forza!" (”考えて”しまう！！?, ”Kangaete” shimau!!) - 221. Know how da assassino (殺しのノウハウ?, Koroshi no nōhau) - 222. Amore o morte? (無か愛か?, Mu ka ai ka) - 223. Per quel seno posso morire (胸のためなら死ねる?, Mune no tamenara shineru) - 224. Senza vergogna (恥を知らない?, Haji o shiranai) - 225. C'era una volta la honey trap (ハニトラ昔話?, Hanitora mukashibanashi) - 226. È erotico, e allora? (エロくたっていいさ?, Ero kutatte ī sa) - Bonus! |                        |                  |                        |
| 26 | 16 giugno 2023 | ISBN 978-4-09-852121-0 | 8 agosto 2024    | ISBN 978-88-287-9433-2 |
| 26 | Capitoli - 227. Su, su... toro! (上に上に・・・牛に！！?, Ue ni ue ni ushi ni!!) - 228. Riconciliati con il gatto (猫と和解せよ?, Neko to wakai seyo) - 229. Buongiorno tristezza (哀しみにこんにちは?, Kanashimi ni konnichiwa) - 230. Se la tristezza ti avvolge (哀しさに包まれたなら?, Kanashisa ni tsutsuma retanara) - 231. L'inizio della tristezza (哀しみのはじまり?, Kanashimi no hajimari) - 232. Governare la tristezza con la tristezza (哀しみをもって哀しみを制す?, Kanashimi o motte kanashimi o seisu) - 233. Il gioco del pollo della tristezza (哀しみのチキンレース?, Kanashimi no chikinrēsu) - 234. Non ho pianto (泣かなかったよ?, Nakanakatta yo) - 235. Tanto triste da piangere (泣くほどに哀終?, Naku hodo ni aijō) - Bonus! |                        |                  |                        |
| 27 | 15 settembre 2023 | ISBN 978-4-09-852782-3 | 24 ottobre 2024  | ISBN 979-12-21900-54-5 |
| 27 | Capitoli - 236. Vuoi combattere o no? (やるかやらぬか?, Yaru ka yaranu ka) - 237. Se rinascerò (生まれ変わったら・・・?, Umarekawattara...) - 238. Voglio morire adesso! (今すぐ死にたいわ！！！?, Ima sugu shinitai wa!!!) - 239. Ti farò piangere! (絶対泣かす！！?, Zettai nakasu!!) - 240. Vi ho fatto aspettare! (待たせたな！！?, Mata seta na!!) - 241. Giorni divertenti! (楽しかった日々！！?, Tanoshikatta hibi!!) - 242. Non ci pensare (ドンマイ。?, Donmai.) - 243. Ciò che posso fare! (ボクに出来ること！！?, Boku ni dekirukoto!!) - 244. Forma completa (完成形?, Kansei katachi) - Bonus! |                        |                  |                        |
| 28 | 18 ottobre 2023 | ISBN 978-4-09-852852-3 | 19 dicembre 2024 | ISBN 979-12-21903-96-6 |
| 28 | Capitoli - 245. Capiscimi! ♥ (分かって♡?, Wakatte ♡) - 246. Compagni (仲間?, Nakama) - 247. Per il mio amico! (友のために！！?, Tomo no tame ni!!) - 248. Due bestie all'angolo, pensano all'amico (窮鼠窮猫、友を想う。?, Kyūso kyū neko, tomo o omō.) - 249. Saluta papà (パパにご挨拶。?, Papa ni go aisatsu.) - 250. Il dilemma dell'ultimo boss (ラスボス問答?, Rasu Bosu mondō) - 251. Un "radioso" futuro (”凄い”未来?, ”Sugoi” mirai) - 252. L'amicizia è qui! (友情はここにある！！！！?, Yūjō wa koko ni aru!!!!) - 253. E l'amore dov'è? (愛はどこにある？?, Ai wa doko ni aru?) - Bonus!!! |                        |                  |                        |
| 29 | 18 gennaio 2024 | ISBN 978-4-09-853075-5 | 13 febbraio 2025 | ISBN 979-12-21910-45-2 |
| 29 | Capitoli - 254. Un uomo divertente e una brava donna (楽しい奴といい女?, Tanoshī yatsu to ī on'na) - 255. Giorni pieni di luce! (光に満ちた日々！！?, Hikari ni michita hibi!!) - 256. Procediamo nella base dei ribelli! (反逆者基地を征く！！?, Hangyakusha kichi o seiku!!) - 257. I ribelli (抗うものたち?, Aragau monotachi) - 258. Un altro spirito della spada (もう一つの刀気?, Mōhitotsu no katana ki) - 259. L'attacco dedicato agli amici! (仲間へ捧ぐ斬撃！！?, Nakama e sasagu zangeki!!) - 260. La cosa importante che avevo dimenticato (忘れてしまった大切な・・・?, Wasurete shimatta taisetsuna...) - 261. Memoria ritrovata! (甦った記憶！！?, Yomigaetta kioku!!) - Bonus! |                        |                  |                        |
| 30 | 18 marzo 2024 | ISBN 978-4-09-853175-2 | 17 aprile 2025   | ISBN 979-12-21915-16-7 |
| 30 | Capitoli - 262. Soffri (苦しみなさい。?, Kurushimi nasai.) - 263. Dove stanno amore e sentimento! (愛と情の在り処！！?, Ai to jō no arika!!) - 264. Non è folle! (愚かじゃないやい！！?, Oroka janaiya i!!) - 265. Non miao-rrenderò! (諦めニャい！！?, Akirame nya i!!) - 266. La violenza dell'amicizia! (友情の暴力！！?, Yūjō no bōryoku!!) - 267. La lama che fermò le lacrime (涙を止めた刃?, Namida o tometa ha) - 268. Incontrare ??? all'inferno (地獄で？？？に会う。?, Jigoku de ??? Ni au.) - 269. La gioia della ribellione (反逆の喜び?, Hangyaku no yorokobi) - 270. L'apice della gioia! (絶頂喜！！?, Zetchō ki!!) - Bonus! |                        |                  |                        |
| 31 | 17 maggio 2024 | ISBN 978-4-09-853292-6 | 12 giugno 2025   | ISBN 979-12-21920-70-3 |
| 31 | Capitoli - 271. Controllo totale (自由自在?, Jiyūjizai) - 272. Il potere della fede! (信念の力！！?, Shin'nen no chikara!!) - 273. Il potere dello spirito (心の力?, Kokoro no chikara) - 274. La grande insubordinazione (命令大違反?, Meirei dai ihan) - 275. Agenti uniti! (集え！諜報員よ！?, Tsudoe! Chōhō-in yo!) - 276. Sentimenti connessi (繋がった想い?, Tsunagatta omoi) - 277. L'essere che superò l'umano (人を越えた存在?, Hito o koeta sonzai) - 278. Futuro possibile (もしもの未来?, Moshimo no mirai) - 279. La nascita dei nuovi esseri umani (新人類の誕生?, Shin jinrui no tanjō) - Bonus! |                        |                  |                        |
| 32 | 18 giugno 2024 | ISBN 978-4-09-853375-6 | 28 agosto 2025   | ISBN 979-12-21924-93-0 |
| 32 | Capitoli - 280. (新人類の誕生?, Shin jinrui no tanjō) - 281. (ゲットバック?, Getto Bakku) - 282. (オカルトかよ！！?, Okaruto ka yo!!) - 283. (確実なことなんだ?, Kakujitsuna kotona nda) - 284. (心を合わせろ！?, Kokoro o awasero!) - 285. (ミライ?, Mirai) - 286. (諜報員任命！?, Chōhōin ninmei!) - 287. (元気取り戻し大作戦！?, Genki torimodoshi dai sakusen!) - 288. (鉄の掟なのだ！?, Tetsu no okitena noda!) |                        |                  |                        |
| 33 | 18 luglio 2024 | ISBN 978-4-09-853433-3 | ottobre 2025     | —                      |
| 33 | Capitoli - 289. (怖いんだ。?, Kowai nda.) - 290. (お幸せに。?, Oshiawaseni.) - 291. (未来へ?, Mirai e) - 292. (悲しみと覚悟?, Kanashimi to kakugo) - 293. (引きこもり諜報員の矜持?, Hikikomori chōhō-in no kyōji) - 294. (引きこもり諜報員の矜持 PartⅡ?, Hikikomori chōhō-in no kyōji Part Ⅱ) - 295. (良い奴たちの物語?, Yoi yakko-tachi no monogatari) - 296. (帰る場所?, Kaeru basho) - 297. (平和な世界?, Heiwana sekai) |                        |                  |                        |

## Accoglienza
A novembre 2018, il manga aveva 170 000 copie in circolazione. A febbraio 2019, il manga aveva 220 000 copie in circolazione.